# Should've Known Better
Should've Known Better é uma canção da cantora dinamarquesa Soluna Samay. Ela foi escolhida para representar a Dinamarca no Festival Eurovisão da Canção 2012 após vencer a finalíssima do Dansk Melodi Grand Prix 2012. A canção foi escrita por Remee, Chefe 1 e Isam Bachiri.

## Charts
| Chart (2012)          | Melhor posição |
| --------------------- | -------------- |
| Dinamarca (Hitlisten) | 1              |